# Gustaf Fjæstad

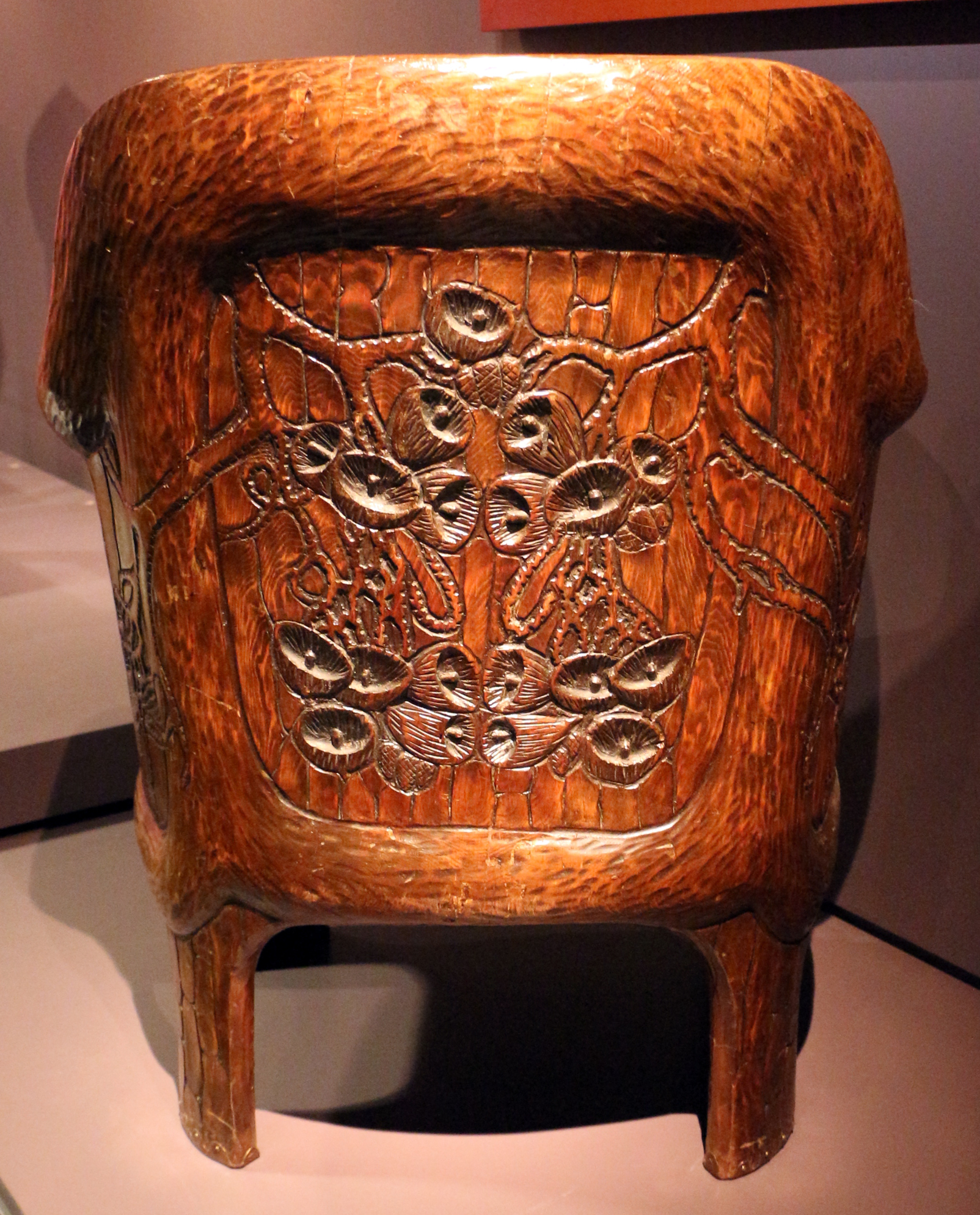
Fåtölj tillverkad av Gustaf Fjæstad, ca 1905, Musée d'Orsay, Paris

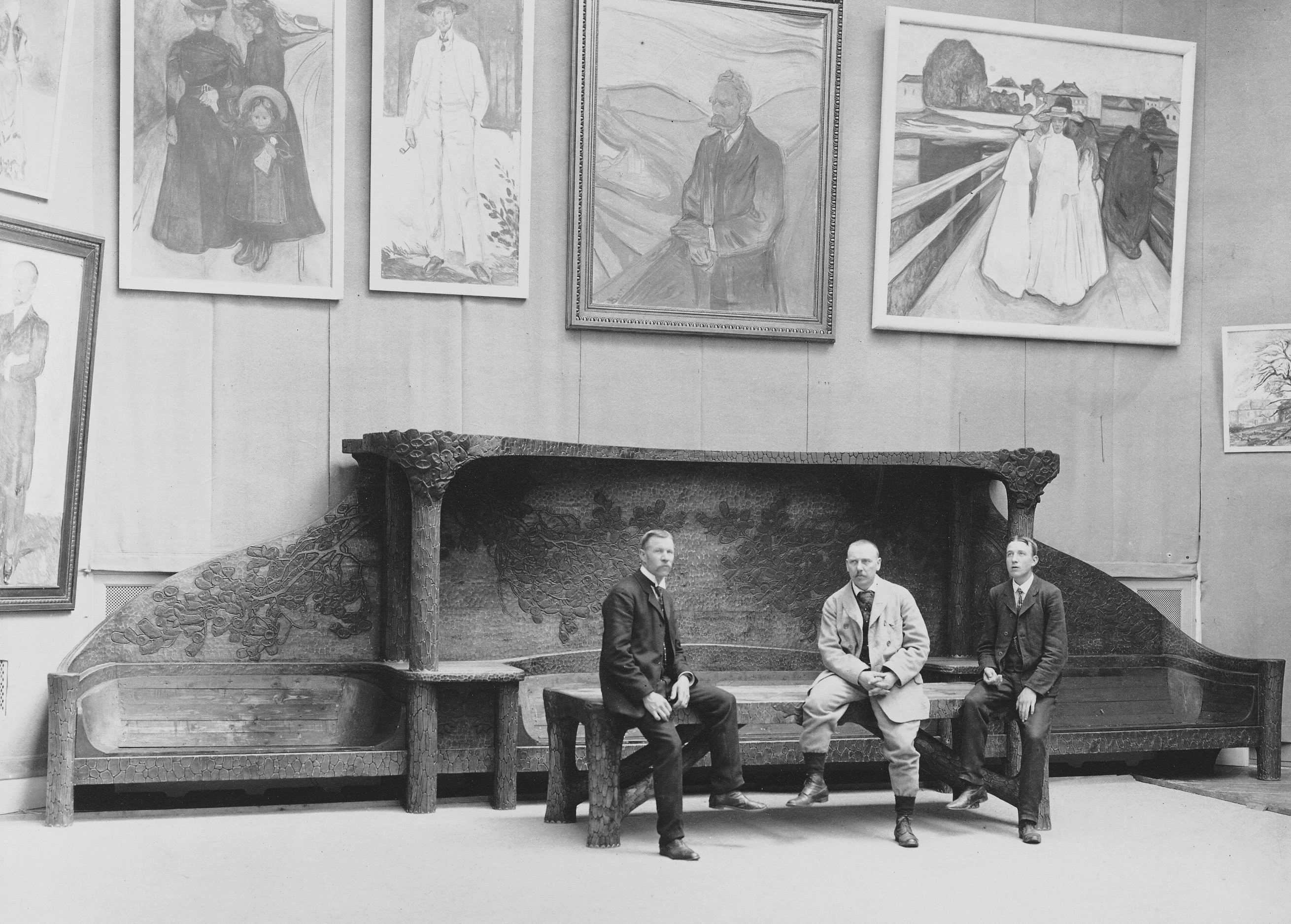
"Thiels soffa" för Ernest Thiel i Villa Eolskulle 1908 (idag Thielska galleriet). Fjaestad sitter i mitten.

Gustaf Adolf Christensen Fjæstad, född 22 december 1868 i Jakobs församling, Stockholm, död 17 juli 1948 i Arvika, var en svensk konstnär (målare, grafiker, konsthantverkare) och idrottsman. Han var gift med textilkonstnären Maja Fjæstad.

## Liv och verk
Fjæstad, vars far var skomakare, studerade vid Konstakademien 1891-1892 och därefter en tid vid Konstnärsförbundets skola. 1893 var han medhjälpare åt Bruno Liljefors under dennes dekorationsarbeten åt Biologiska museet, och fick därefter denne och Carl Larsson som handledare i sin konstnärliga utbildning.
1897 hölls den första utställningen av hans målningar. Samma år fick han möjlighet att ta över Christian Erikssons gamla ateljé Oppstuhage i Taserud, varifrån han verkade i den provinsromantiska anda som kännetecknade hans samtid och vänskapskrets. Därifrån insände han 1898 ett flertal tavlor till Konstnärsförbundets utställning i Stockholm och vann stor uppmärksamhet.
Han kallas för Rimfrostens mästare och grundade den så kallade Rackstadgruppen vid sjön Racken vid Arvika i Värmland, till vilken konstnärer som Björn Ahlgrensson, Bror Lindh och Fritz Lindström hörde. Hans måleri är tekniskt mycket skickligt. Hans vinterlandskap är kända och finns representerade på museer som Nationalmuseum, Göteborgs konstmuseum och Thielska galleriet i Stockholm, Kalmar konstmuseum, Rackstadmuseet i Arvika och Statens Museum for Kunst. Vid sidan av sitt måleri har han även formgivit möbler, konstsmide och gobelänger. Han byggde även fioler.
Fjæstad tillhörde föreningen Konstnärsförbundet. Han är begravd på Arvika kyrkogård.
Vid en utställning i USA inspirerades några unga kanadensiska konstnärer av Fjæstads konst, och de bildade gruppen "The Group of Seven".

## Idrottskarriär
Som idrottsman tillhörde han den svenska eliten i grenarna skridsko och cykel, och noterade 1891 världsbästa tid (2.51,2) på skridskodistansen en engelsk mil vid tävlingar i Hamar i Norge.  På cykel vann han 1892 såväl den första cykeltävlingen i landet öppen för alla (en "Mästerskapsridt för Sverige", 10 km) som det första Mälaren runt. 
Han blev senare en stor mecenat för svensk skridskosport genom att bland annat donera konst.

## Galleri

Rinnande vatten (1906)
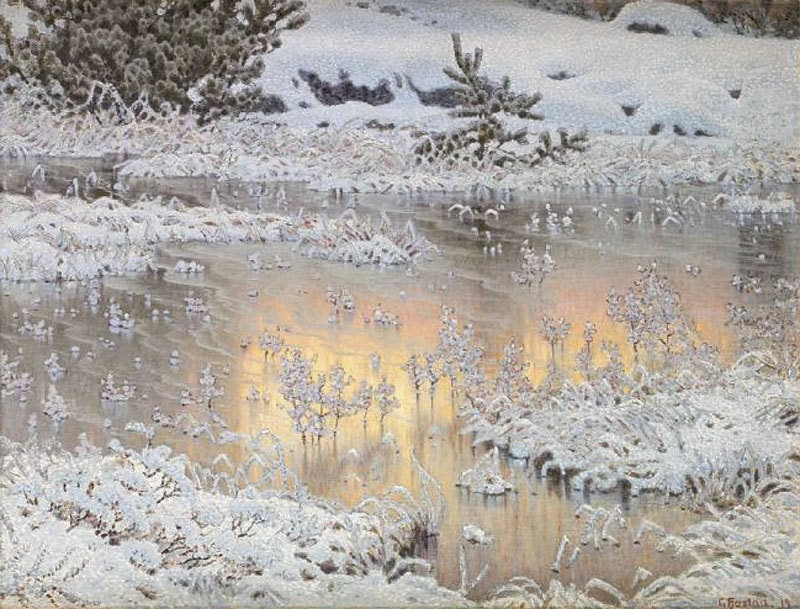
Frostig morgon (1919)
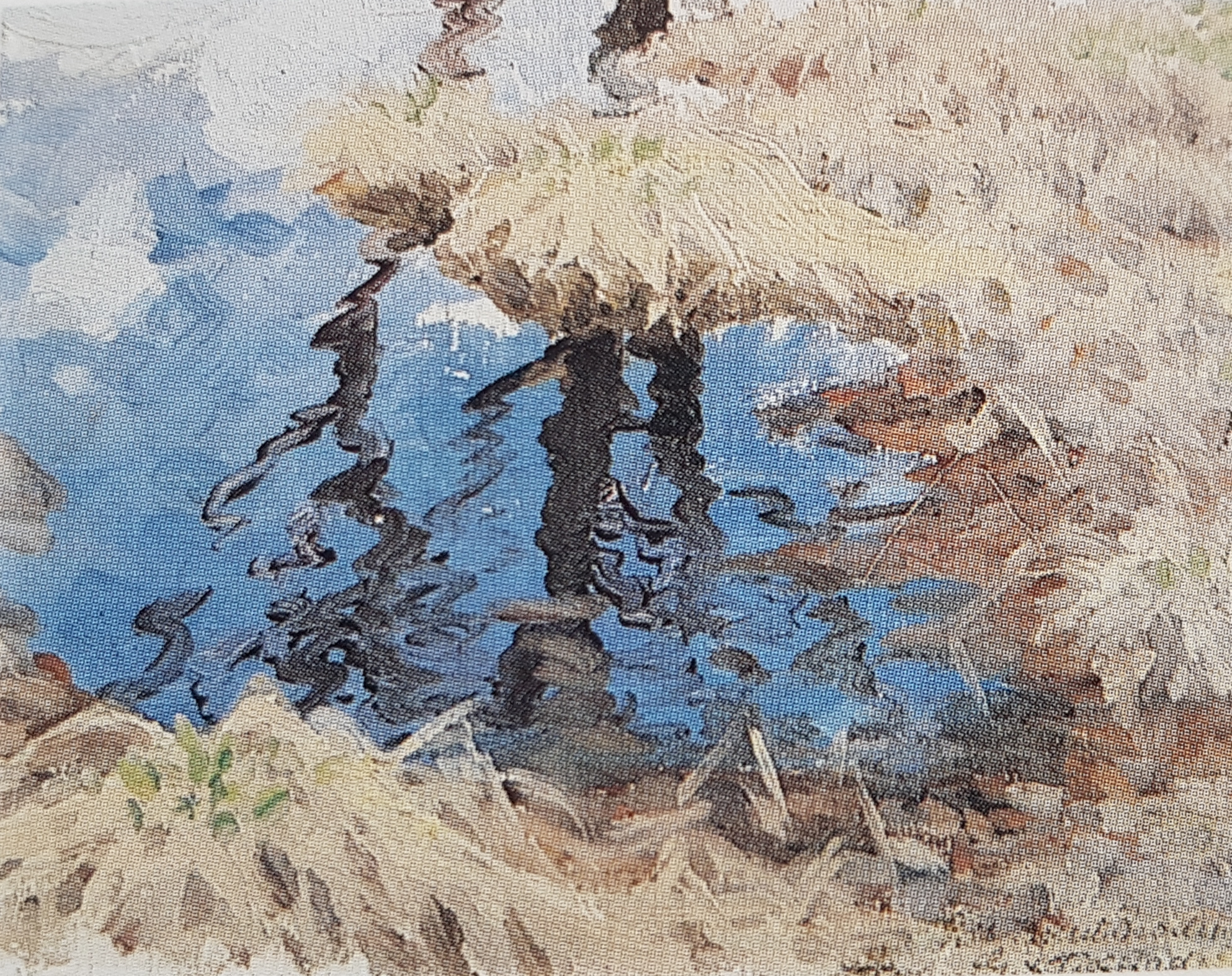
Vattenspegel (u. å.)
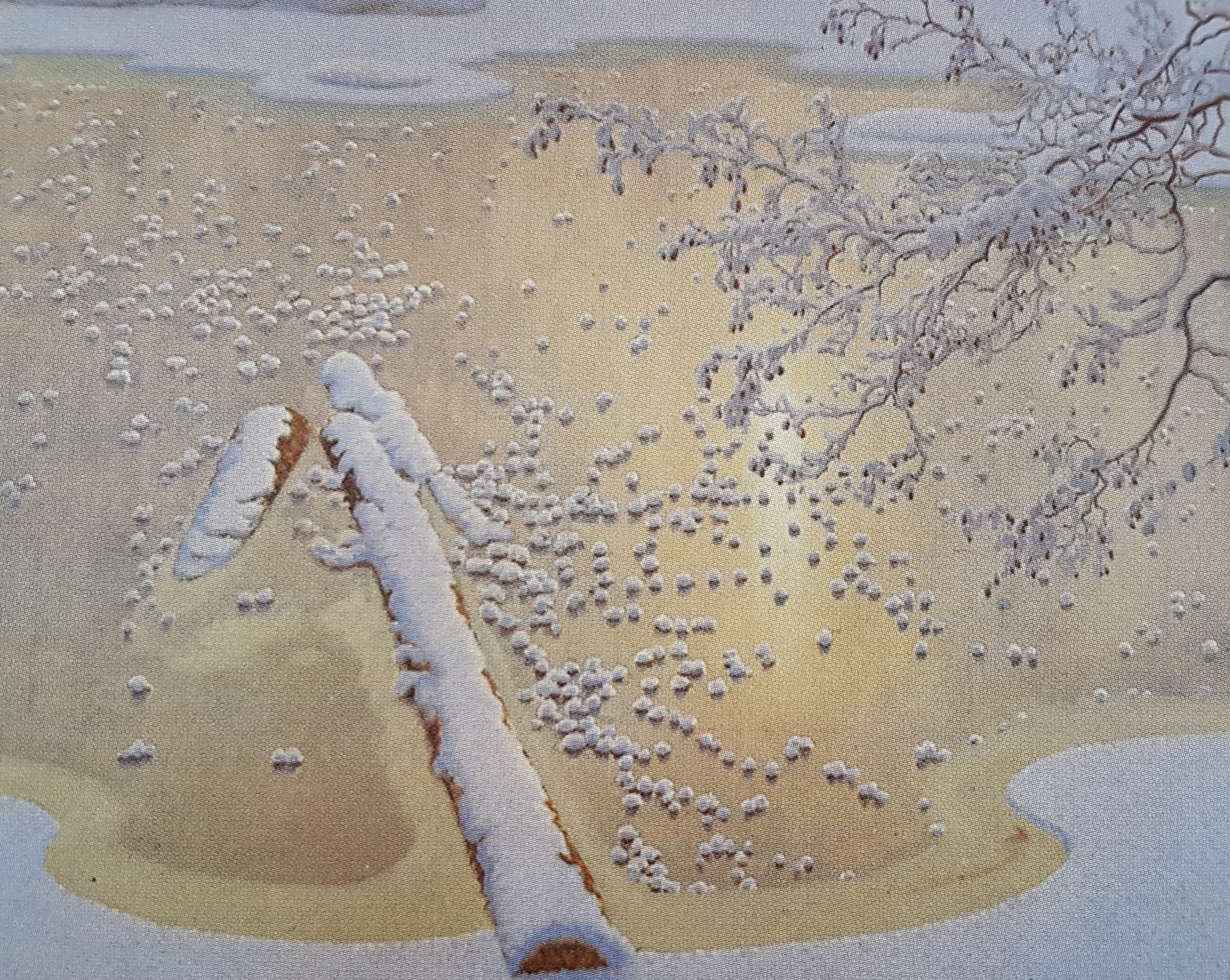
Snökristaller i solbelysning (u. å.)
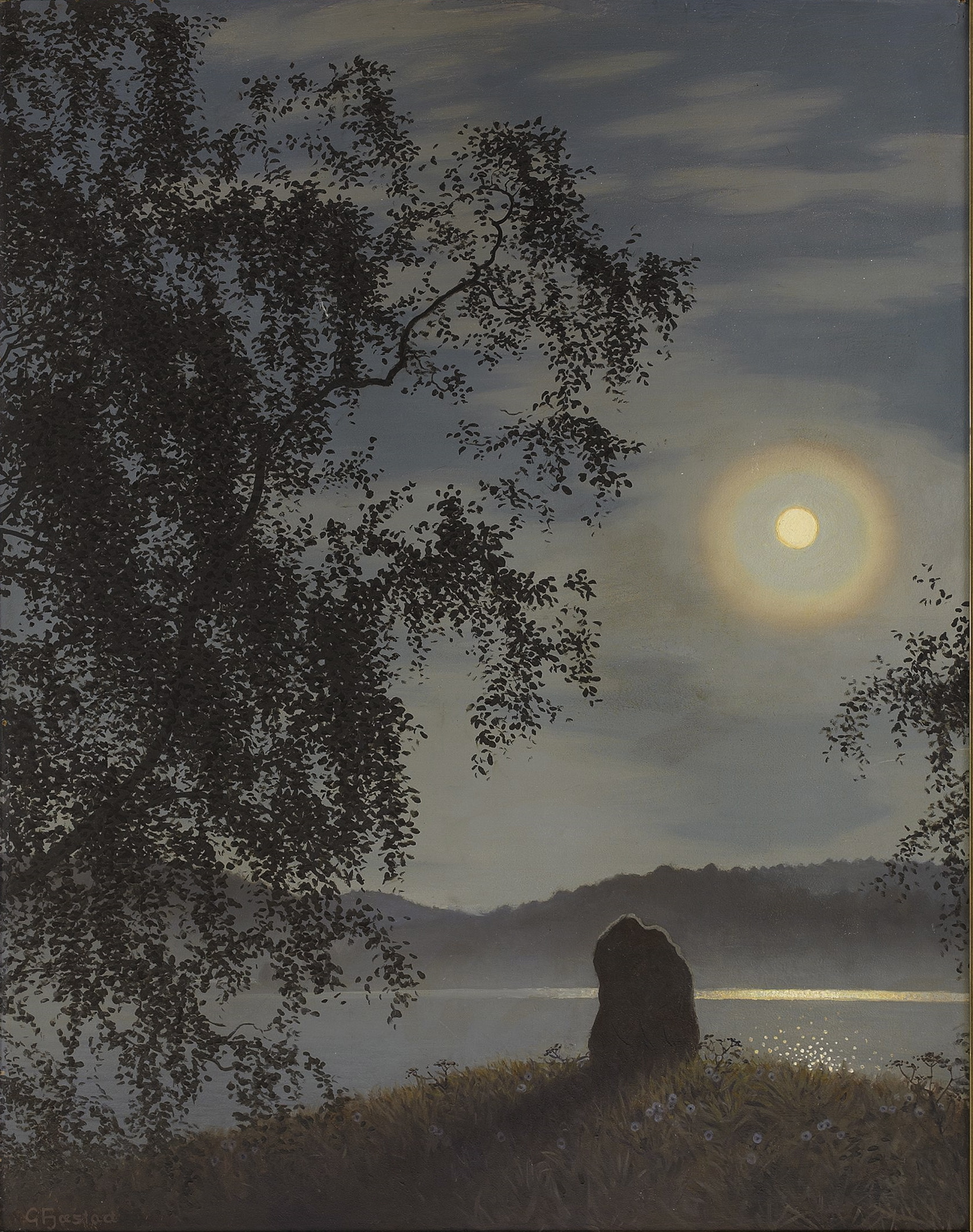
Månsken över Racken (u. å.)